# Nyssodrysina scutellata
Nyssodrysina scutellata är en skalbaggsart som först beskrevs av Bates 1866. Nyssodrysina scutellata ingår i släktet Nyssodrysina och familjen långhorningar.
Artens utbredningsområde är:
- Belize.
- Honduras.
- Panama.

Inga underarter finns listade i Catalogue of Life.